# Leader (ketch)
Pour les articles homonymes, voir Leader (homonymie).
Leader est un ancien chalutier à voile (type Brixham trawler) de 1892. Ce ketch aurique britannique à deux mâts navigue désormais en voilier de plaisance.
Il est classé bateau historique depuis 1996 par le National Historic Ships UK  et inscrit au registre de la National Historic Fleet.

## Histoire
Ce chalutier à voile, de type Brixham Trawler a été construit en 1892 sur le chantier naval A.W. Gibbs de Galmpton dans le comté de Devon. Le Leader a pêché dans les eaux britanniques jusqu'en 1907, puis a été vendu en Suède pour devenir un navire marchand jusqu'en 1952. Puis il a appartenu à une association de croisière suédoise jusqu'en 1985 qui l'utilisait à la formation à la navigation à voile.
Leader est retourné au Royaume-Uni en 1985. En Écosse d'abord, où il a servi comme voilier-charter. Puis dans le comté de Devon en 1996 en tant que voilier de croisière sur les côtes de Devon et de Cornouailles, aux Îles Scilly, au sud en îles anglo-normandes et le long de la côte de la Bretagne.
Avec un équipage de 4 hommes il peut embarquer jusqu'à 12 passagers. Il était présent à Les Tonnerres de Brest 2012 et Brest 2016.